# Batalion ON „Tuchola”

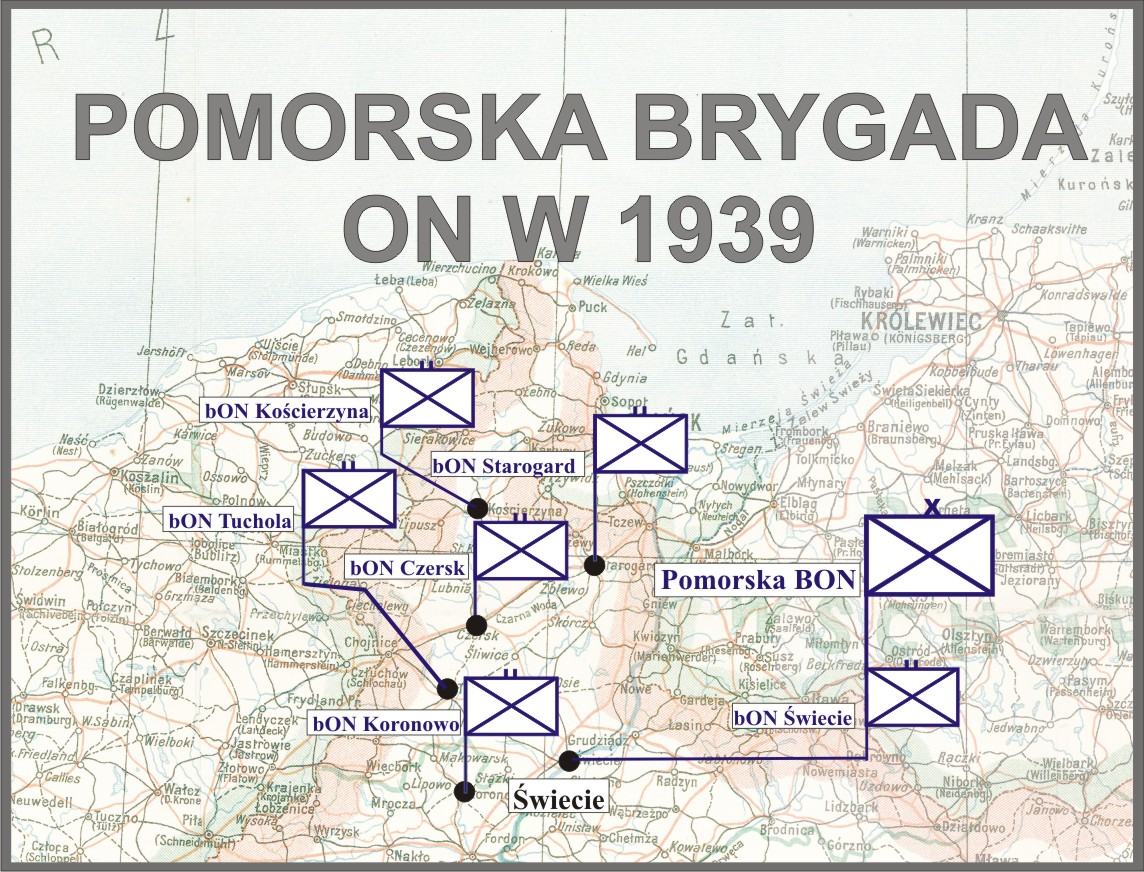
Pomorska Brygada ON

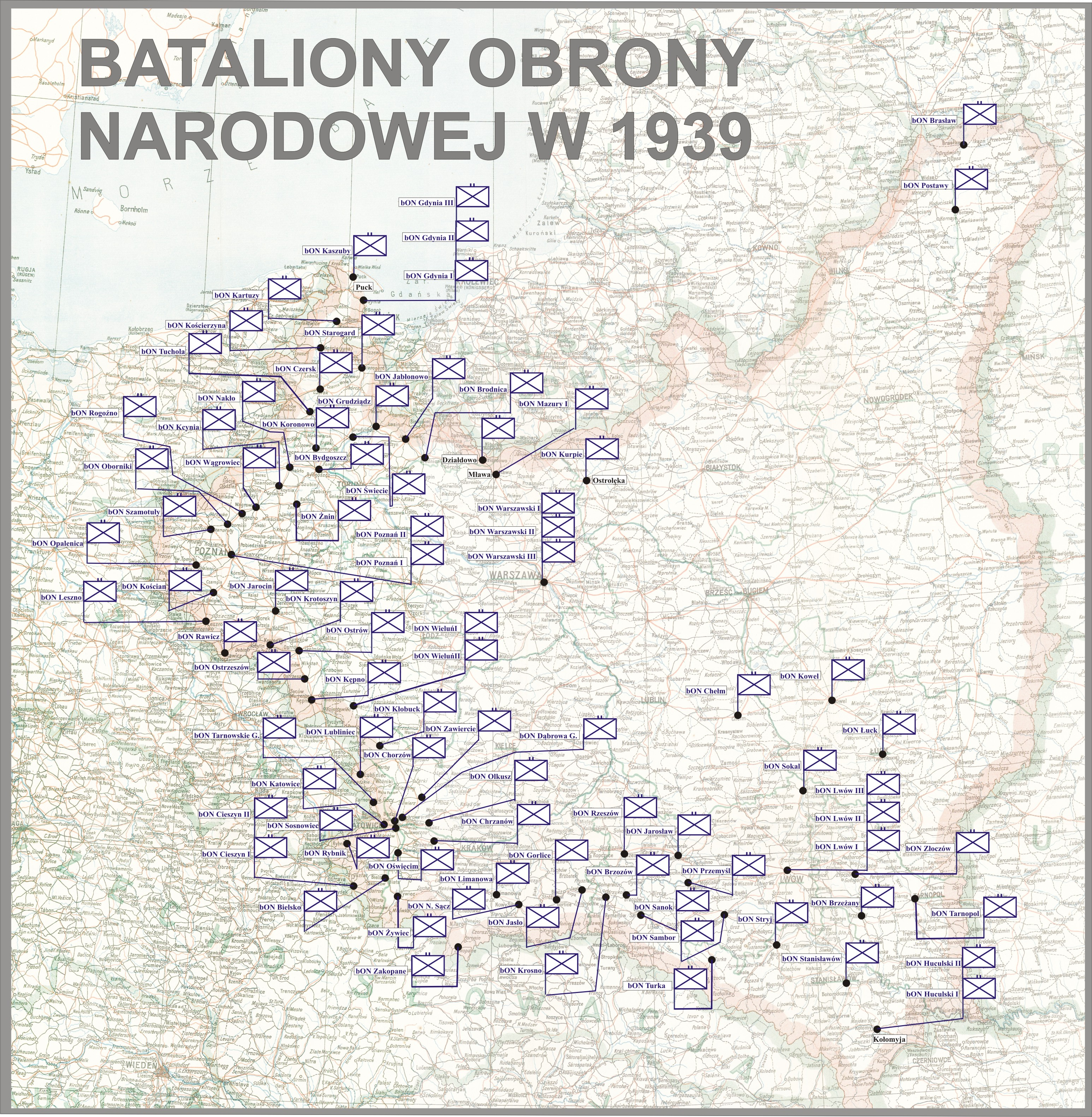
Obrona Narodowa w 1939

Tucholski Batalion Obrony Narodowej (batalion ON „Tuchola”) batalion piechoty typ specjalny nr 81 – pododdział piechoty Wojska Polskiego w II Rzeczypospolitej.

## Formowanie i zmiany organizacyjne
Tucholski batalion ON został sformowany latem 1937 roku, w składzie Pomorskiej Brygady ON z siedzibą dowództwa w Toruniu. Na podstawie rozkazu Departamentu Piechoty MSWojsk. L. dz. 3301/ON tjn. z 21 grudnia 1937 roku 2. kompania ON „Chojnice” została włączona w skład Czerskiego batalionu ON, jako 3 kompania, natomiast dotychczasowa 3 kompania baonu ON „Czersk” została włączona w skład baonu ON „Tuchola”. 
W maju 1939 roku dotychczasowa Pomorska Brygada ON została przemianowana na Chełmińską Brygadę ON, a obok niej została zorganizowana nowa Pomorska Brygada Obrony Narodowej z siedzibą dowództwa w Świeciu. Tucholski batalion ON został podporządkowany dowództwu nowej Pomorskiej Brygady ON. Jednocześnie batalion został przeformowany na etat baonu ON typ II. Pod względem gospodarczym batalion został przydzielony do 1 batalionu strzelców w Chojnicach.
1 batalion strzelców był także jednostką mobilizującą. Zgodnie z planem mobilizacyjnym „W” był odpowiedzialny między innymi za mobilizację jednostki pod nazwą „baon piechoty typ spec. nr 81”. Wspomniany batalion był mobilizowany w mobilizacji alarmowej, w grupie jednostek oznaczonych kolorem zielonym. Zawiązkiem baonu piechoty typ spec. nr 81 był baon ON „Tuchola”, a wchodzące w jego skład kompanie ON „Śliwice” i „Sępolno” były zawiązkami odpowiednio dla 2 i 3 kompanii strzeleckiej baonu piechoty typ spec. nr 81. Kompanie mobilizowały się w Śliwicach i Sępólnie. W 1940 roku planowano przygotować mobilizację rezerwowej 48 Dywizji Piechoty. W skład tej dywizji miał wejść baon piechoty typ spec. nr 81.
27 sierpnia 1939 roku batalion został zmobilizowany w ciągu 10 godzin. Był bardzo dobrze wyposażony z wyjątkiem broni przeciwpancernej, której w ogóle nie posiadał. Tego dnia batalion liczył 23 oficerów (w tym 17 rezerwy), 121 podoficerów (w tym 114 rezerwy) oraz 613 szeregowych. Jego uzbrojenie stanowiło 12 pistoletów, 653 karabiny i karabinki, 11 ręcznych i 9 ciężkich karabinów maszynowych, 2 moździerze, 6 rakietnic, 29 lornetek, 423 hełmy, 428 masek przeciwgazowych. 

## Batalion piechoty spec. nr 81 w kampanii wrześniowej
W czasie kampanii wrześniowej 1939 roku batalion wchodził w skład Zgrupowania „Chojnice”, który był jednym z elementów ugrupowania bojowego Grupy Osłonowej „Czersk”. 29 sierpnia 81 batalion piechoty skoncentrowany został w II rzucie obrony zgrupowania 2 i 3 kompanią z plutonami ckm odcinek leśny od jeziora Śpierewnik do szosy Chojnice-Czersk. 1 kompania z plutonem ckm zajęła obronę we wsi Rytel, z wydzieloną drużyną z jednym ckm do obrony śluzy w Mylofie na wschodnim brzegu Brdy. 1 września w godzinach wieczornych, 81 batalion prowadził potyczki z niemieckimi patrolami osłaniając wycofanie się dywizjonu I/9 pułku artylerii lekkiej, baterii 2/11 dywizjonu artylerii konnej, 1 batalionu strzelców i 85 batalionu piechoty spec. oraz 18 pułku ułanów. 2 września o godz.3.00 81 batalion pomaszerował w kolumnie zgrupowania płk. Tadeusza Majewskiego jako straż tylna osłaniany częściowo przez 18 p uł. trasą Gutowiec, Woziwoda, Biała, Kamionka, Gacno. W późnych godzinach popołudniowych 81 batalion piechoty wraz ze zgrupowaniem dotarł do Gacna. Wieczorem 2 września batalion załadował się na transport kolejowy w rejonie Gacna i późnym wieczorem odjechał w kierunku Torunia. Po dotarciu do mostu w Grudziądzu 3 września rano, okazało się, że most na Wiśle w rejonie Grudziądza jest zniszczony. Transport ruszył w kierunku Bydgoszczy. Między Terespolem a Osłowem został ostrzelany przez czołgi nieprzyjaciela. Została uszkodzona lokomotywa, a żołnierze zaczęli opuszczać wagony i gromadzić się w pobliskim lesie. Część żołnierzy przeprawiła się przez Wisłę na podręcznych środkach przeprawowych .

## Obsada personalna
Obsada personalna batalionu w marcu 1939 roku
- dowódca batalionu – kpt. adm. (piech.) Stanisław Ziemba[10][c] (*)[d]
- dowódca 1 kompanii ON „Tuchola” – kpt. adm. (piech.) Wacław II Świniarski (*)[d]
- dowódca 2 kompanii ON „Śliwice” – kpt. adm. (piech.) Jan Salwik
- dowódca 3 kompanii ON „Sępolno” – kpt. Józef Markowski (*)[d]

Obsada dowódcza batalionu we wrześniu 1939
- dowódca batalionu – kpt. adm. (piech.) Stanisław Ziemba
- adiutant batalionu –
- dowódca plutonu łączności –
- dowódca plutonu zwiadu (kolarzy) –
- dowódca plutonu ppanc. –
- dowódca 1 kompanii strzeleckiej (dawniej ON Sępolno) – kpt. piech. Józef Markowski
- dowódca 2 kompanii strzeleckiej (dawniej ON Śliwice) – kpt. adm. (piech.) Jan Salwik
- dowódca plutonu – por. piech. rez. Władysław Kowalski[23]
- dowódca 3 kompanii strzeleckiej (dawniej ON Tuchola) – kpt. adm. (piech.) Wacław II Świniarski
- dowódca kompanii ckm – kpt. Oczkowski